# Ciclobenzaprina
| Estructura química de la ciclobenzaprina                                               |                     |
| Estructura tridimensional de la ciclobenzaprina.                                       |                     |
| Nomenclatura IUPAC 3-(5H-dibenzo[a,d]ciclohepten-5-ilideno) -N,N-dimetil-1-propanamina |                     |
| Número CAS [303-53-7] (como base) , [6202-23-9] (clorhidrato)                          | Código ATC M03B X08 |
| PubChem 64015                                                                          | DrugBank APRD00213  |
| Fórmula química                                                                        | C20H21N             |
| Peso molecular                                                                         | 275,387 g/mol       |
| Biodisponibilidad                                                                      | 33-55%              |
| Metabolismo                                                                            | Extenso: hepático   |
| Semivida (t1/2)                                                                        | 18 horas            |
| Excreción                                                                              | Renal               |
| Unión a proteínas                                                                      | 93%                 |
| Propiedades físicas                                                                    |                     |
| Punto de fusión                                                                        | 217°C (ClH)         |
| Solubilidad en agua                                                                    | Libremente soluble  |
| Número RTECS                                                                           | HP0875000           |

La ciclobenzaprina, también conocida como proheptatrieno, es un compuesto farmacológico usado como relajante muscular y depresor del sistema nervioso central.

## Farmacología
La estructura química de esta molécula está estrechamente relacionada con el antidepresivo tricíclico amitriptilina. La sal del compuesto utilizada en la forma farmacéutica es el clorhidrato (HCl) de ciclobenzaprina.[cita requerida]
Este agente actúa sobre la formación reticular disminuyendo el tono motor, y ejerce efectos antiespasmódicos locales sobre el músculo esquelético.[cita requerida]
Algunas marcas comerciales:[cita requerida]
- Dorixina relax (combinación con clonixinato de lisina. Querétaro, México)
- Flexin (Pasteur Chile)
- Reflexan (Pharma Investi Chile)
- Limbitrol (combinación con amitriptilina)
- Mitran
- Reposans-10
- Libritabs
- Sereen
- Yurelax
- Tensiomax
- Tensodox
- Ciclorelax
- Iphsaflex (Ispch Chile)

## Clínica
Se utiliza para el tratamiento de los espasmos musculares asociados con dolor agudo de etiología musculoesquelética: cervicobraquialgias, lumbalgias, tortícolis, fibrositis, periartritis escapulohumeral, entre otras. 
Está indicada, junto con reposo y fisioterapia, para aliviar el dolor y el malestar causado por torceduras, esguinces y lesiones musculares. 
A las dosis indicadas, interfiere mínimamente con la función y la fuerza musculares, y los efectos colaterales asociados a la depresión del sistema nervioso central, no deterioran el estado de conciencia, y son por lo general bien tolerados. Las reacciones adversas más frecuentes (observadas en más del 3% de los casos) son somnolencia, sequedad de boca, mareos y en otros casos menores taquicardia.